# Guillaume de Berwout
Le chevalier Guillaume de Berwout, seigneur de Nutel, ayant vécu à Aire-sur-la-Lys et mort dans la même ville le 13 janvier 1652, est bailli et colonel d'un régiment de Wallons puis mestre de camp de la cité et du bailliage d'Aire-sur-la-Lys.

## Biographie

### Gouverneur
En 1639, Guillaume de Berwout est nommé à la suite de Charles de Metdeman bailli de la place forte d'Aire et de ses alentours. Il entreprend la reconstruction de la cité après les âpres sièges de 1641 ayant durement abimé les fortifications et voit en 1642 la construction du fort Saint-François permettant de prévenir les attaques venant de Flandre. Le Gouverneur reçoit l'aide en 1649 de Jean-Jacques II de Lencquesaing (1629-1683) pour l'aider dans ses tâches.
Guillaume de Berwout restera bailli d'Aire jusqu'à sa mort en 1652; il est enterré dans la crypte de la collégiale Saint-Pierre.

### Siège d'Aire de 1641
En 1641, quand Aire est assiégée une première fois, De Berwout devient mestre de camp et s'occupe de défendre la porte Notre-Dame au sud-est, avec l'aide de son régiment de Wallons. Le siège va durer 68 jours avant que la cité ne capitule avec les honneurs de la guerre.
Durant le siège suivant, il se range du côté des assiégeants pour reprendre sa cité. Il y parvient le 7 décembre 1641 et redevient bailli à la suite de l'éphémère colonel français Jean d'Aigueberre.

## Armoiries
« D'or à l'ours passant de sable. »